# Jarl Gyrgir
Gyrgir (del nórdico antiguo: Gyrgir höfðingi í Miklagarði o Jorge jefe de Miklagard, c. 998-1043) según Morkinskinna y Heimskringla fue un jarl de Noruega y oficial varego, identificado según algunas fuentes con el general Jorge Maniakes (m. 1043) durante el gobierno del emperador de Bizancio, Miguel V en el siglo XI y contemporáneo de Norðbrikt (el futuro rey Harald III de Noruega) que también prestaba servicio al emperador bizantino y fue compañero de incursiones vikingas.
Harald y Maniakes sostuvieron una lucha interna por el poder que desembocó en la particición del ejército bizantino en dos, una facción liderada por el mismo Harald con la guardia varega y otras fuerzas latinas (latinoi) y otra facción opuesta liderada por Gyrgir y los griegos. Algunos historiadores quisieron ver en esta pugna el capítulo decisivo del cisma entre la Iglesia católica y la Iglesia ortodoxa, aunque fue considerada principalmente un incidente de grupos que hablaban distintas lenguas.